# Helvedesild
Helvedesild eller zona eller herpes zoster er et smertefuldt udslæt som skyldes varicella zoster virus (VZV) også kendt som human herpesvirus 3 (HHV-3), der også forårsager børnesygdommen skoldkopper. 

## Årsag
De fleste danskere har haft skoldkopper på et tidspunkt i deres barndom. På trods af sygdommen hurtigt går over og sjældent giver komplikationer, forsvinder infektionsårsagen, VZV, imidlertid ikke. VZV opholder sig latent på sensoriske nerveganglier, og bryder typisk ud, når kroppen af forskellige årsager ikke er i stand til at holde infektionen latent mere. Derved breder viruset sig under huden, og inficerer på ny hudceller hvorved antallet af vira mangedobles.

## Symptomer
Det primære symptom på helvedesild er et meget smertefuldt udslæt, som kan forekomme alle steder, men er almindeligvis lokaliseret til torso. En anden, dog meget sjældnere udgave af sygdommen, opstår når viruset udbredes langs synsnerven, med øjenkomplikationer til følge – såkaldt oftalmisk zoster.

## Behandling
I svære tilfælde behandles helvedesild med antivirale midler mod herpesvira, primært peroral aciclovir, samt øjensalve ved øjenindblanding.

## Forebyggelse
Næsten alle danskere har på et tidspunkt været inficeret med VZV. Hvorfor sygdommen senere i livet går i udbrud er et delvist ubesvaret spørgsmål, men man ved, at anfald af helvedesild ofte udløses af "triggere", blandt andet
- Stress
- Kvæstelser, sår
- Anden infektionssygdom
- Feber
- HIV eller anden immunsystemsundertrykkelse
- Sollys

## Prognose
Sygdommen stopper, som de fleste andre herpeslidelser (eksempelvis forkølelsessår), af sig selv, eller ved behandling med aciclovir. VZV er dog en permanent infektion, og sygdommen kan på ethvert tidspunkt, såfremt forholdene er til det, bryde ud igen.